# Нарийн-Гол
Нарийн-Гол (монг. Нарийн гол, «узкая река», тув. Нарын, «узкая») — река в Монголии и России. Впадает в озеро Убсу-Нур.
Протекает по Эрзинскому и Тес-Хемскому кожуунам Тывы и сомонам Баруунтуруун, Зуунэговь, Тэс монгольского аймака Увс.
Длина реки — 131 км, площадь бассейна — 4290 км².

## Русло

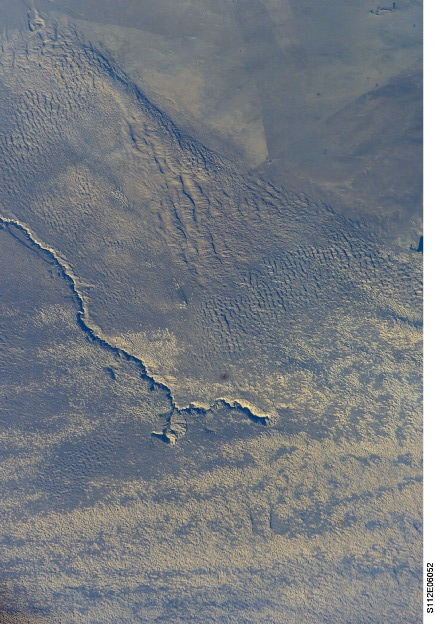
Истоки Нарийн-Гола

Исток находится на территории заповедника «Алтан-Элс» («Золотые Пески»), являющегося частью объекта всемирного наследия ЮНЕСКО «Убсунурская котловина». Бассейн реки собирает пресные подземные воды в центральной части Убсунурской котловины, подпитывающиеся речным стоком расположенного южнее хребта Хан-Хухий. Река бассейна протекают в узких и глубоких (до 80 м) песчаных долинах.
Берёт начало из родников Зуунэ-Булгууд на высоте около 1100 м в урочище Урд-Борэг на территории сомона Баруунтуруун в Монголии и течёт со скоростью 1 м/с.
Долина реки в верховьях поросла лесом из ивы и тополя, тогда как окружающая местность представляет собой слабо закреплённые пески Боорег-Делийн-Элс с участками редкого кустарника.
Выходя из Урд-Борэга, ручей течёт в ущелье на север, по урочищу Бор-Дэл, затем, попадая в сомон Зуунэговь, образует государственную границу, омывая Эрзинский кожуун Тывы. После урочища Хангерек от реки обильно отделяются протоки, образуя подболоченное урочище Тугай-Бажи (северо-восточнее реки), поросшее растительностью и сильно выделяющееся по сравнению с окружающей полупустынной местностью. В урочище от реки отделяется правая протока Тадыр, подпитывающая бессточное озеро Шара-Нур.
Огибая гору Сарт-Толгой (1001 м) с юга, Нарийн-Гол орошает увлажнённую долину к востоку, и, сменив направление течения на северо-западное, принимает из левобережных откосов родники Баян-Шарын-Булак, Тайджин-Булак, а затем реку Баян-Гол на высоте 879 м. Проходя через кочевые становища у обо Бэлчэрийн-Овоо река попадает в сомон Тэс и течёт по заболоченной пойме параллельно своему главному притоку Хойт-Гол (левый приток, полноводнее основной реки, в отличие от неё обладает большой глубиной и сильным течением.)
При впадении основного притока река делится на две протоки и образует остров (ур. Харганы-Хэв), после чего, вновь сливаясь, течёт со скоростью 0,5 м/с на запад. За бывшим населённым пунктом Индэрт река образует большой остров (монг. Арал, «Остров»), который с юга обтекает крупнейшая протока Хар-Ус-Гол («река с чёрной водой»), а с севера собственно Нарийн-Гол. Через Хар-Ус-Гол реку пересекает автодорога от центра сомона Тэс к центру сомона Зуунэговь. Ниже острова начинается дельта. На урезе воды 758 метров Нарийн-Гол и её протоки впадают в залив в западной части озера Убсу-Нур.